# Палль, Элизабет
Элизабет «Лизи» Палль (нем. Elisabeth "Lisi" Pall; род. 15 февраля 1951, Бишофсхофен) — австрийская горнолыжница, выступавшая в слаломе, гигантском слаломе и скоростном спуске. Представляла сборную Австрии по горнолыжному спорту в конце 1960-х годов, участница зимних Олимпийских игр в Гренобле.

## Биография
Элизабет Палль родилась 15 февраля 1951 года в городе Бишофсхофен, но позже их семья переехала на постоянное жительство в Халль-ин-Тироль.
Активно заниматься горнолыжным спортом начала с раннего детства, особенно была хороша в техничных дисциплинах. Проходила подготовку в Инсбруке в одноимённом спортивном клубе TS Innsbruck, тренировалась вместе со старшей сестрой Ольгой, будущей олимпийской чемпионкой в скоростном спуске.
В 1967 году впервые вошла в основной состав австрийской национальной сборной и дебютировала в зачёте Кубка мира.
Попала в десятку сильнейших в скоростном спуске на домашнем этапе Кубка мира в Бадгастайне и благодаря череде удачных выступлений удостоилась права защищать честь страны на зимних Олимпийских играх в Гренобле, где заняла в программе гигантского слалома 27 место.
Через некоторое время после гренобльской Олимпиады попала в аварию в США и в связи с полученными серьёзными травмами вынуждена была прервать свою спортивную карьеру. Восстановившись от травм, в сезоне 1969/70 ещё пыталась вернуться в большой спорт, однако сколько-нибудь значимых результатов не показала и весной приняла решение завершить карьеру спортсменки.